# Tjentište (Foča, BiH)
Tjentište je naseljeno mjesto u općini Foči, Republika Srpska, BiH. Nalaze se na obalama rijeke Sutjeske, uz cestu M-20, kod rječica Perućice, Suškog potoka, u blizini rezervata Perućice. Nalazi se unutar Nacionalnog parka Sutjeska.

## Povijest
U srednjem vijeku naseljena Hrvatima, argument čega je toponim. Toponim je ikavski, što je samo kod Hrvata. Staro ikavsko ime sela je Tintište.
Godine 1962. pripojena su mu naselja Mrkalji i Suha (Sl.list SRBiH 47/62).

## Šport i zabava
- Omladinski kamp Tjentište

## Znamenitosti
Lokalitet Tjentište:
- Savin grob
- Spomenik bitke na Sutjesci
- Dolina heroja
- Spomen-kuća bitke na Sutjesci

## Stanovništvo
| Narod     | Popis 1961. | Popis 1971. | Popis 1981. | Popis 1991. |
| --------- | ----------- | ----------- | ----------- | ----------- |
| Hrvati    | 6           | 2           | 4           |             |
| Muslimani | 27          | 208         | 207         | 226         |
| Srbi      | 74          | 188         | 172         | 131         |
| ostali    | 28          | 24          | 33          | 36          |
| Ukupno    | 135         | 422         | 416         | 393         |